# 山本武白志
山本 武白志（やまもと むさし、1998年2月17日 - ）は、神奈川県横浜市出身のクリケット選手、元プロ野球選手（内野手、右投右打）。実父は元プロ野球選手・監督の山本功児。
プロ野球では育成選手であり、2018年シーズンのみ名前の武白志（むさし）を登録名に用いていた。

## 経歴

### 学生時代
小学3年生から「元石川サンダーボルト」で野球を始め、中学時代には「都筑ジャイアンツボーイズ」（前田幸長が主宰する硬式野球チーム）で投手兼4番打者として活躍。中学卒業後は、九州国際大学付属高校へ進学。
九州国際大学付属高校では、1年生の秋からレギュラーに定着。2年生の夏に第96回全国高等学校野球選手権大会に出場し、3年生の夏の第97回全国高等学校野球選手権大会・福岡大会では投手として登板。本大会では三塁手として出場し、大阪偕星学園との初戦で2打席連続本塁打を放つなど、通算で3本塁打を記録した。高校通算24本塁打。1学年先輩に清水優心、古澤勝吾、アドゥワ大、同期に富山凌雅、野木海翔がいる。
2015年度NPB育成ドラフト会議にて横浜DeNAベイスターズから2巡目で指名を受け、支度金300万円、年俸360万円（金額は推定）という条件で、育成選手として入団。背番号は101。

### プロ野球選手時代
2016年シーズンには、春季キャンプを二軍でスタート。キャンプの序盤には、高卒の新人選手からただ一人、一軍の紅白戦に出場。レギュラーシーズンでは、イースタン・リーグ公式戦60試合に出場。打率.143、5打点という成績を残したが、支配下選手契約への昇格には至らなかった。
2017年シーズンには、イースタン・リーグ公式戦31試合に出場したが、打率.054、3打点と前年のシーズンの成績を下回った。
2018年シーズンには、春季キャンプ前の1月19日から登録名を武白志へ変更。イースタン・リーグ公式戦では、7月9日の対読売ジャイアンツ戦で巽大介から公式戦唯一の本塁打を放ったほか、51試合の出場で自己最高の打率.213、8打点を記録した。しかし、この年のシーズンも支配下選手契約に至らず、育成契約期間の3年を満了。10月3日に球団から戦力外通告を受けたことを機に現役を引退。

### クリケット選手への転向後
野球からの引退直後に海外への語学留学を検討していたが、友人からの勧めでクリケットへの挑戦を決意。2019年には、クリケットの盛んなオーストラリアで、3月に現地チームへの練習に参加した。5月上旬には、日本クリケット協会の本部や国際基準のクリケット場がある栃木県佐野市に転居したうえで、アマチュアチームの「佐野クリケットクラブ」に所属。同月27日には、オーストラリアのプロチームへの参加を視野に、クリケット選手へ転身することを正式に発表した。プロ野球から本格的に転向した選手は、木村昇吾に次いで2人目である。2020年9月末からは、アマチュア選手ながらノーザン・サバーブス・ディストリクト・クリケットクラブ（オーストラリアのブリスベンを拠点に活動するプロチーム）へ所属。プロ契約を目指している。2020年に、木村と共にクリケット日本代表の強化選手へ選出された。
2023年にはゴルフ場でキャディとして働きつつプロゴルファーを目指していることが伝えられた。

## 野球選手としての特徴
プロ野球選手としては、身長188cm・体重90kgという恵まれた身体を生かした長打力が持ち味。憧れの打者に柳田悠岐を挙げていた。
DeNA入団直後の新人合同自主トレーニングでは「功児の影響で小さい頃からプロ野球選手の良い動きを間近で見てきたせいか、走る際の身体の使い方などに、ケガをしにくい天性の動きがうかがえる」という表現で、チームの関係者から素材を高く評価された。

## 人物
2015年ドラフト会議の直前には、支配下登録選手としての上位指名候補の1人に挙げられていたが、育成選手としてDeNAから指名されたため、指名直後の記者会見では「嬉しいけれど、心の中では悔しい。現時点では何も決めていないので、よく考えてから（進路を）決断したい」という表現で複雑な心情を吐露した。しかし、高校の1年先輩である清水優心や功児からの激励を受けるうちに心境が変化。編成部長の吉田孝司から指名挨拶を受け、「育成（選手）でも支配下（登録選手）でも、（プロで）野球ができることに変わりはない」としてDeNAへの入団を決意した。
DeNAの育成選手時代には支配下登録には至らなかったが、クリケット選手への転向後は功児の現役選手時代と同じ背番号（44）を付けることを目標に挙げた。転向へ踏み切った直接のきっかけは、「クリケットの試合動画をYouTubeで見た瞬間、（プレーの）イメージが湧いた」ことによるという。

## 家族
実父の功児が千葉ロッテマリーンズの一軍監督を務めていた5歳頃に、千葉マリンスタジアムでロッテの主催試合を見たことが自身初のプロ野球観戦だったという。
功児は、武白志が小学4年生だった2008年に慢性心不全を発症。医師からは心臓への負担を減らす目的で、ペースメーカーの装着を勧められたが、「（利き腕である）左腕を使った運動がしにくくなる」というリスクを伴うため、功児は「（自宅での練習のため）武白志にボールを投げてやりたい」という理由で装着を断念。武白志が中学校へ進んでからは、入院の頻度が増えたにもかかわらず、退院中に自宅で武白志の練習相手を務めた。武白志が九州国際大学付属高校へ進学したことを機に、一家は同校のある福岡県北九州市へ転居。功児は療養生活を続けながら、武白志が出場する試合を折に触れて観戦していた。武白志がDeNAからの指名を受けたドラフト会議の当日（2015年10月23日）には、『ドラフト緊急生特番!お母さんありがとう』（TBSテレビ制作）で、功児が心不全と闘いながら武白志の練習相手を務めた模様を紹介。指名の直後には、功児と武白志が、生中継を通じて同番組へ出演した。功児は、武白志の一軍デビューを見届けることなく、肝臓がんのため2016年4月23日に北九州市内の自宅で逝去（64歳没）。同月26日に執り行われた功児の葬儀では親族を代表し、武白志が謝辞を述べた。

## 詳細情報

### 年度別打撃成績
- 一軍公式戦出場なし

### 背番号
- 101 （2016年 - 2018年）

### 登録名
- 山本 武白志 （やまもと むさし、2016年 - 2017年）
- 武白志 （むさし、2018年）